# 閃亮☆星術師
《閃亮☆星術師》是日本漫畫家七瀨葵所創作的漫畫作品。

## 概要
《閃亮☆星術師》在日本《月刊Comp Ace》（月刊コンプエース）雜誌2007年3月號（2007年1月26日發行）開始連載，目前單行本發行到第一冊。而台灣與香港地區的中文版是由台灣角川所代理發行。

## 故事簡介
現在位於地球上五個「星術師」，表面上是聖威士達學園獨自的階級制度，實際上是壓制黑暗的力量的黑暗精靈的戰士。
就讀聖威士達學園的星祭 綺羅羽，有個身為星術師的優秀哥哥。一直都希望追隨哥哥的腳步，成為星術師。她每晚都對著星空祈禱，希望這個願望能成真。結果在意想不到的情況之下成為星術師的一份子。

## 登場人物
星祭 綺羅羽／星祭 綺羅葉
女主角。就讀聖威士達學園的初中二年級的少女。從小時候愛慕著哥哥瞬哉。從小時候開始希望能幫助哥哥成為星術師，而向星星許願。有一天與鳳凰兒相遇，使用了閃耀的力量成為「希望的星術師・閃亮星術師」／「閃耀舞星」。可能是受到什麼人影響，如果在場沒有其他的星術師的話不能變身。其後由於眼見與魅月相遇的公園被Aube妖精破壞了，於是獨自變身，在魅月的協助下打敗Rune Aube妖精。把打敗Rune Aube妖精後得到的Rune Aube給了哥哥大人，成為了學生會幹事之一--會計輔助。
鳳凰兒
鳳凰的雛鳥。選擇綺羅羽當作星術師。起初被綺羅羽當作圓球。
真白 魅月
綺羅羽的青梅竹馬，不論何時都在一起。其實本身是「月影星術師」／「月光舞星」，從小時候開始知道自己身為星術師，但是被同年齡的小孩排擠拒絕當星術師。在綺羅羽友情之下，接受成為星術師而戰的命運。
月讀
賦予魅月力量，與鳳凰兒是熟識。
日下 焰
在走廊與綺羅羽起衝突的少年，星祭瞬哉的好友。「紅蓮的星術師」／「紅蓮之舞星」。
星祭 瞬哉
綺羅羽的哥哥，是「時空的星術師」／「時空舞星」，擔任高中部學生會會長，受到了邪惡的星術師詛咒。
橘 優
擔任初中部學生會會長。
黒野 流火
與綺羅羽同年級，擔任初中部學生會副會長。
天宮 尋乃
綺羅羽的表姊，擔任高中部學生會副會長。作為星術師所使用的力量與陽光有關。
蘇菲亞·威克林
擔任初中部的學生會會計。開始時不太喜歡綺羅羽，因此有一次綺羅羽打敗了Rune Aube妖精後，把Rune Aube給拿走了。其後受了Rune Aube的力量影響。

## 用語
星術師／舞星
藉由星星、月亮等星球、星空的力量而能夠變身行使特殊能力、法術對抗黑暗勢力敵人，以維持世界均衡的正義使者。負責守護Rune Aube，表面上是聖威士達學園特有的制度，向來只授予最優秀學生的稱號。而擁有星術師稱號者，幾乎都是學生會成員。實際上是壓制黑暗的力量的黑暗精靈的戰士。
Rune Aube
一共有24個，為了不讓Rune Aube接觸到Dark Mind，原由學生會保管，但被人奪走了。學生會所收集到的6個連Rune Aube專用項鍊現由綺羅羽保管。它的力量很容易影響到別人，守護它的人意志力必須非常強大。
Rune Aube妖精／Aube妖精
Rune Aube接觸到Dark Mind後所變化出來的妖精，用星光能量去把Dark Mind中和掉就會變回Rune Aube。
Rune Aube專用項鍊
Rune Aube的專用項鍊，現由綺羅羽保管，把Rune Aube放進後可以使用該Rune Aube的力量。綺羅羽曾經用它作二段變身。

## 單行本
- 第一冊 ISBN 9784047150072（日語）ISBN 9789861749020（中文）

## 外部連結
- （日語）SEVENTH HEAVEN Aoi Nanase Official Web Site（七瀨葵的網站）